# 菲利普·霍夫曼
菲利普·霍夫曼（德語：Philipp Hofmann；1993年3月30日—）是一位德國足球運動員，在場上的位置是中後衛。他現在效力於德甲球隊波琴。